# Christian Geis
Christian Geis (* 4. Juli 1905 in Bremen; † 25. September 1952 in Cleveland) war ein deutscher Politiker (SPD) und Mitglied der Bremischen Bürgerschaft.

## Biografie
Geis besuchte nach der Volksschule die Handelsschule des Kaufmännischen Vereins Union. Er absolvierte eine kaufmännische Lehre und war dann bei verschiedenen Großhandelsfirmen beschäftigt. Danach war er ab 1931 Einkaufsleiter im Einkaufskontor der Großeinkaufsgesellschaft GEG. Nach 1945 berief ihn der Obst-, Gemüse- und Südfruchthandel Weser-Ems zum Geschäftsführer in Bremen. Geis bewirkte, dass die Stadt zum festen Platz für den Großhandel in Deutschland wurde und eine Großmarkthalle baute.
Er wurde 1923 Mitglied der SPD und gehörte der Arbeiter-Turn- und Sportbewegung an. Von 1947 bis 1951 war er Mitglied der 2. und 3. Bremischen Bürgerschaft und dort Mitglied verschiedener Deputationen, u. a. für Wirtschaft, für Wirtschaftsforschung, für Ernährung und für Außenhandel.
Geis war in den 1940er/1950er Jahren langjähriger Vorsitzender des TuS Walle. Auf einer Studienfahrt in den USA mit 35 anderen Ernährungsfachleuten verunglückte er tödlich bei einem Verkehrsunfall. Er war verheiratet und hatte Kinder.